# Neophocaena
Neophocaena és un gènere de cetacis de la família de les marsopes (Phocoenidae). Les dues espècies que formen aquest grup són oriündes de les costes d'Àsia, des del golf Pèrsic a l'oest fins al Japó al nord-est, passant per Indonèsia i Malàisia al sud-est. El seu últim avantpassat comú visqué abans de l'últim màxim glacial, fa aproximadament 18.000 anys. Aquest període de glaciació feu baixar el nivell del mar i provocà la desaparició de l'estret de Taiwan. Aquesta nova barrera geogràfica hauria facilitat la divergència evolutiva de les dues espècies.